# Épineuil-le-Fleuriel
Épineuil-le-Fleuriel là một xã thuộc tỉnh Cher trong vùng Centre-Val de Loire miền trung Pháp.

## Dân số
| 1962                                | 1968 | 1975 | 1982 | 1990 | 1999 | 2006 |
| ----------------------------------- | ---- | ---- | ---- | ---- | ---- | ---- |
| 633                                 | 681  | 578  | 551  | 478  | 414  | 448  |
| Từ năm 1962 Dân số không tính trùng |      |      |      |      |      |      |

## People linked with the commune
- Alain-Fournier, writer, spent his childhood here, where his parents taught at the school. He based his novel, Le Grand Meaulnes around the village.